# Скотт, Джерри
Дже́рри Скотт (англ. Jerry Scott) — американский кёрлингист.
В составе мужской сборной США участник четырёх чемпионатов мира (лучший результат — чемпионы мира в 1976). Четырёхкратный чемпион США среди мужчин. Чемпион США среди юниоров.
Играл в основном на позиции первого.
В 1994 введён в Зал славы Ассоциации кёрлинга США (англ. United States Curling Association Hall of Fame) вместе со всей командой, победившей на чемпионате мира в 1976.

## Достижения
- Чемпионат мира по кёрлингу среди мужчин: золото (1976).
- Чемпионат США по кёрлингу среди мужчин: золото (1976, 1977, 1980, 1984).
- Чемпионат США по кёрлингу среди юниоров: золото (1974).

## Команды
| Сезон   | Четвёртый     | Третий                               | Второй        | Первый       | Турниры                       |
| ------- | ------------- | ------------------------------------ | ------------- | ------------ | ----------------------------- |
| 1973—74 | Гэри Клеффман | Джерри Скотт                         | Rick Novak    | Ben Gardeski | ЧСШАЮ 1974                    |
| 1974—75 | Брюс Робертс  | Джо Робертс                          | Гэри Клеффман | Джерри Скотт | ЧСША 1975 (??? место)         |
| 1975—76 | Брюс Робертс  | Джо Робертс                          | Гэри Клеффман | Джерри Скотт | ЧСША 1976 · ЧМ 1976           |
| 1976—77 | Брюс Робертс  | Пол Пустовар (ЧСША) Джо Робертс (ЧМ) | Гэри Клеффман | Джерри Скотт | ЧСША 1977 · ЧМ 1977 (4 место) |
| 1977—78 | Брюс Робертс  | Джо Робертс                          | Гэри Клеффман | Джерри Скотт | ЧСША 1978 (??? место)         |
| 1979—80 | Пол Пустовар  | Джон Дженкила                        | Гэри Клеффман | Джерри Скотт | ЧСША 1980 · ЧМ 1980 (5 место) |
| 1983—84 | Джо Робертс   | Брюс Робертс                         | Гэри Клеффман | Джерри Скотт | ЧСША 1984 · ЧМ 1984 (6 место) |

(скипы выделены полужирным шрифтом)